# Helina setifer
Helina setifer är en tvåvingeart som beskrevs av Huckett 1965. Helina setifer ingår i släktet Helina och familjen husflugor. Inga underarter finns listade i Catalogue of Life.